# 간세이 가쿠인 대학

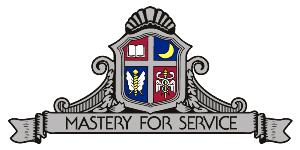
엠블럼

간세이 가쿠인 대학(일본어: 関西学院大学 간세이가쿠인다이가쿠[*], 영어: Kwansei Gakuin University)은
일본의 기독교(개신교) 계열의 명문 상위권 사립 대학이다. 대학 본부는 효고현 니시노미야시에 있다. 간사이 지방의 4대명문 사립 대학인 간칸도리쓰에 속한다.
2014년 사립대학 589교중 13교가 선정된 문부과학성 슈퍼 글로벌 대학에 글로벌화 견인형 대학으로 선정되어 UN 기관 파견, 여러 가지 해외교류를 활발히 진행하고 있다.
일본 대학, 아시아 내의 대학 중 유일하게 UN 외교 코스가 설치되어 있으며, 前 UN 사무차장, UNICEF 차장, UNDP 사무장 출신 등의 교수가 있다.
간사이 지방 대학중에 문부과학성 슈퍼 글로벌 대학에 선정된 대학들은 교토대학, 오사카대학, 간세이 가쿠인 대학, 리쓰메이칸 대학, 오카야마 대학, 교토 공예섬유대학 6개교가 있다.
2009년 4월에 세이와 대학(聖和大学)을 통합하여 교육학부를 설치하였다. 간칸도리쓰 내에서 간사이 대학과 매년 스포츠 대회인 간칸전(関関戦)을 열고 있다.

대학의 약칭은 간가쿠(일본어: 関学), 간가쿠다이(일본어: 関学大) 또는 K. G..

## 연혁
간세이 가쿠인 대학의 기원은 1889년에 미국 남부감리교의 선교사 램버드(Walter R. Lambuth)가 설립한 간세이 가쿠인(関西学院/관서학원, Kwansei Gakuin/West Japan College)이다. 1908년에 전문학교로 인가되어, 1932년에 간세이 가쿠인 대학으로 승격했다.
- 1889년 : 현 고베시에 간세이 가쿠인 설립 (신학부, 보통학부(중학교)).
- 1908년 : 신학부가 전문학교령에 의한 간세이 가쿠인 신학교로 승격.
- 1912년 : 문과와 상과를 설치.
- 1929년 : 현 니시노미야 우에가하라(西宮上ケ原) 캠퍼스로 이전.
- 1932년 : 대학령에 의한 간세이 가쿠인 대학으로 승격. 대학예과, 전문부를 설치.
- 1934년 : 법문(法文)학부, 상경(商経)학부 개설.
- 1943년 : 전문부 신학부 폐교.
- 1948년 : 신제(新制) 간세이 가쿠인 대학 발족 (학부: 법학부, 문학부, 경제학부).
- 1951년 : 상학부 개설.
- 1952년 : 신학부 개설.
- 1960년 : 사회학부 개설.
- 1961년 : 이학부 개설.
- 1995년 : 고베산다(神戶三田) 캠퍼스에 종합정책학부 개설.
- 2002년 : 이학부가 고베산다 캠퍼스로 이전, 이공학부로 개명.
- 2008년 : 인간복지학부 개설.
- 2009년 : 세이와 대학(聖和大学)을 통합. 교육학부 개설.
- 2014년 : 문부과학성 슈퍼 글로벌 대학 선정 (文部科学省－スパグローバル大学）

## 캠퍼스
- 니시노미야 우에가하라(西宮上ケ原) 캠퍼스: 대학본부 캠퍼스.

효고현 니시노미야시 우에가하라에 위치 하였으며 칸세이가쿠인대학의 메인 캠퍼스이며, 5개의 캠퍼스 중에서 가장 오래된 역사를 가지는 니시미야 우에 가하라 캠퍼스는 일본 유수의 아름다운 캠퍼스라고도 불리는 국가의 등록 유형 문화재인 시계대(구 도서관)등 "스패니시·미션 스타일"로 통일된 건축 군과 약 240종 4만 9천 개에 이르는 수목으로 둘러싸여 있다. 2009년(헤이세이 21년)에는, 경제 산업성 인정의 근대화 산업 유산균 속 33의 하나로 인정되고 있다. 또, 2017년(헤이세이 29년)에는, 학교 법인 간사이 학원과 캠퍼스나 건물의 설계 업무를 담당해 온 주식회사 일본 설계에 대해서, 일반 사단법인 일본 건축 학회로부터 2017년 일본 건축 학회상(실적)을 받았다.
이 캠퍼스를 주로 이용하는 학부는 신학부・문학부・사회학부・법학부・경제학부・상학부・인간복지학부・국제학부 등이 있다. 캠퍼스 바로옆에는 간세이가쿠인 고등부 중등부도 위치해있다. (간세이가쿠인 초등부는 우에가하라 캠퍼스로부터 살짝 떨어져있는 곳에 위치하였다. 위치는 효고현 다카라즈카시)
교통은 주로 한큐전철 이마즈선 고토엔역에서 도보 12분, 한큐 버스로 5분 (간세이가쿠인 앞 정류장 하차), 한큐 전철 이마즈선 니가와역에서 도보 12분이 걸린다.
효고현 니시노미야시 우에가하라 이치반정(上ケ原一番町) 1-155.
- 니시노미야 세이와(西宮聖和) 캠퍼스: 교육학부 캠퍼스.

2009년 세이와대학 합병으로 만들어진 캠퍼스이며 우에가하라 캠퍼스에서 그리 멀지않다. 설치학부는 교육학부 와 대학원 코스인 교육학연구과이며 간세이가쿠인 단기대학, 간세이가쿠인 유치원이 위치해있다.
효고현 니시노미야시 오카다야마(岡田山) 7-54.
- 고베산다(神戶三田) 캠퍼스: 종합정책학부, 이공학부 캠퍼스.

효고현 산다시에 위치해있으며 설치학부는 이공학부,종합정책학부. 교통편은 JR서일본 타카라즈카선 신산다역으로부터 신키버스로 약 15분
고베전철 공원도시선 미나미 우디타운역으로부터 버스로 약 10분. JR서일본 산노미야역으로부터 신키버스로 칸가쿠 익스프레스(아마 통학 버스인듯)를 이용할 수 있다.
효고현 산다시 가쿠엔(學園) 2-1.
- 오사카 우메다(大阪梅田) 캠퍼스:

오사카 우메다에 위치하며 2004년에 새틀라이트 캠퍼스에서 통상 캠퍼스로 승격되었다. 주야개강제(昼夜開講制)대학원의 수업이나 취직활동의 거점지로 이용되고있다.
오사카부 오사카시 기타구(北區) 자야마치(茶屋町) 19-19 (Applause Tower 14층).
- 도쿄 마루노우치(東京丸の內) 캠퍼스:

도쿄도 치요다구에 위치하며 간세이가쿠인 도쿄오피스를 2007년에 도쿄역앞의 고층빌딩인 사피아타워로 이전하였으며 통상 캠퍼스로 승격되었다. 간세이가쿠인대학생의 도쿄 및 간토 지방 취업활동의 거점지로 이용되고있다.
도쿄도 지요다구 마루노우치(丸の內) 1-17-12 (Sapia Tower 10층).
- 니시노미야 기타구치 (西宮北口) 캠퍼스

2019년 4월부터 개설예정인 캠퍼스. 효고현 니시노미야시에 위치해있으며 10층짜리 상업빌딩중 7층 이상 사용하며 2019년 4월에 니시노미야 우에가하라 캠퍼스로부터 사법연구과(법학부 대학원)을 분리 이전예정이며 간세이가쿠인 니시키타 크로스로써 문학부종합심리학과 실습시설인 심리과학실천센터를 개설하여 인근 시민을 중심으로 카운슬링 등을 저렴한 비용으로 이용할 수 있게끔 실시할 예정이다. 또한 방과후학습지원시설인 간세이가쿠인 크레센트스쿨을 개설할 예정. 간세이가쿠인 초등부의 학생을 받아들이는 업무가 주를 이루지만 지역의 학생도 2할이상 받아들여 표준으로 영어교육을 오픈강의식으로 개설할 예정이다.

## 조직

### 학부
- 신학부
- 경제학부

```
일본경제와 재정・금융 코스 (日本経済と財政・金融コース)
일본기업과 가계 코스 (日本の企業と家計コース)
세계경제의 역사・사상과문화 코스 (世界経済の歴史・思想と文化コース)
글로벌경제와 환경・자원 코스 (グローバル経済と環境・資源コース)
지역정책코스(경제학부 ・ 법학부연계 코스) (地域政策コース（経済学部・法学部連携コース）
```

- 문학부

```
종합심리과학과 (総合心理科学科)
문화역사학과 (文化歴史学科)
문학언어학과 (文学言語学科)
```

- 사회학부

```
사회학과 (社会学科)
교육,연구영역 (教育・研究領域)
```

- 법학부

```
법률학과 (法律学科)
정치학과 (政治学科)
양학과 공통코스 (両学科共通コース)
```

- 상학부

```
경영학 코스 (経営コース)
회계학 코스 (会計コース)
마케팅 코스 (マーケティングコース)
파이낸스 코스 (ファイナンスコース)
비즈니스정보 코스 (ビジネス情報コース)
국제 비즈니스 코스 (国際ビジネスコース)
```

- 이공학부

```
물리학과 (物理学科)
화학과 (化学科)
수리과학과 (数理科学科)
정보과학과 (情報科学科)
생명과학과 (生命科学科)
인간시스템공학과 (人間システム工学科)
선진에너지나노공학과 (先進エネルギーナノ工学科)
환경・응용화학과 (環境・応用化学科)
생명의화학과 (生命医化学科)
```

- 종합정책학부

```
종합정책학과 (総合政策学科)
미디어정보학과 (メディア情報学科)
도시정책학과 (都市政策学科)
국제정책학과 (国際政策学科)
```

- 인간복지학부

```
사회복지학과 (社会福祉学科)
사회기업학과 (社会起業学科)
인간과학과 (人間科学科)
```

- 교육학부

```
유아교육코스 (幼児教育コース)
초등교육코스 (初等教育コース)
교육과학코스 (教育科学コース)
```

- 국제학부

```
북미연구 코스 (北米研究コース)
아시아연구 코스 (アジア研究コース)
```

### 대학원
- 신학 연구과
- 문학 연구과
- 사회학 연구과
- 법학 연구과
- 경제학 연구과
- 상학 연구과
- 이공학 연구과
- 종합정책 연구과
- 언어 커뮤니케이션 문화 연구과
- 교육학 연구과
- 사법 연구과 (법과대학원)
- 경영전략 연구과 (전문직 대학원. 비즈니스 스쿨, 회계대학원)
- 대학원 부전공 UN외교 코스

### 부속기관
- 도서관
- 산업 연구소
- 기독교와 문화 연구 센터
- 재해 부흥제도 연구소
- 전보 미디어 교육 센터
- 종교 센터
- 출판회

## 한국 교류 대학
- 연세대학교
- 한양대학교
- 서강대학교
- 경희대학교
- 한국외국어대학교
- 이화여자대학교
- 서울시립대학교
- 중앙대학교
- 건국대학교
- 동국대학교
- 상명대학교
- 부산대학교
- 가톨릭대학교
- 한남대학교
- 한동대학교